# راندال فاي
راندال فاي (بالإنجليزية: Randall Faye)‏ هو كاتب سيناريو ومخرج أمريكي، ولد في 26 يوليو 1892 في برمنغهام في المملكة المتحدة، وتوفي في 5 ديسمبر 1948 في مقاطعة أورانج في الولايات المتحدة.

## وصلات خارجية
- راندال فاي على موقع IMDb (الإنجليزية)
- راندال فاي على موقع ألو سيني (الفرنسية)
- راندال فاي على موقع أول موفي (الإنجليزية)
- راندال فاي على موقع قاعدة بيانات الأفلام السويدية (السويدية)
- راندال فاي على موقع قاعدة بيانات الفيلم (الإنجليزية)
- راندال فاي على موقع كينوبويسك (الروسية)